# فين ديزل
مارك سينكلير فنسنت أو فين ديزل (بالإنجليزية: Vin Diesel)‏ ممثل ومنتج ومخرج أمريكي. من مواليد 18 يوليو 1967 في نيويورك.
فين ديزل استطاع دخول عالم السينما وعالم هوليود بعد أن قام بالمشاركة في الفيلم الشهير «انقاذ الجندي رايان» من إخراج المخرج الكبير ستيفن سبيلبرغ مثل شخصية الجندي «كابرازو» في ذلك الفيلم سنة 1998.

## مسيرته الفنية
دخل عالم المنصة للمرة الأولى في حياته عندما كان في السابعة من العمر في «مسرح من اجل مدينة نيويورك» التي أنتجت في جرينويتش فيليج، وبعد ذلك بقي فين ديزل مرتبطاً بأعمال المسرح والتمثيل حتى نهاية دراسته الثانوية.
عد ذلك قام بالتسجيل في كلية هنتر في نيويورك، في تلك الفترة بدأ بكتابة الفقرات التمثيلية. ديزل أصبح مرتبطا بالسينما في بداية التسعينات، وكان فلمه الأول بشكل كامل «سترايس» أو «الشرود والانحراف» وهي دراما مدنية تتحدث حول شاب يقود عصابة حيث يقع في غرام فتاة التي تجعله يعود إلى صوابه ويترك عالم الاجرام، هذا الفلم اختير ليكون في المكان الأول في مسابقة افلام سندنس فيستيفال سنة 1997، وهذا الذي اوصله للارتباط في عقد عمل مع شبكة ام.تي.في «تلفزيون الموسيقى الشهيرة» من أجل جعل مسلسل تلفزيوني امتداداً للفيلم سترايس.
بعد النجاح الكبير الذي حققه فلم ستيفن سبيلبرغ قام ديزل بالاشتراك في الفلم الكرتوني «ايرون جيانت» أو«العملاق الحديدي» بدور صوتي وذلك كان في سنة 1999، وبعدها استمر في الإنتاج والتمثيل حيث خرج فلم «بويلر روم» أو «الغرفة المغلية» وهي دراما تتحدث عن عالم البورصة والنجاح فيها، بعد ذلك قام بإنتاج والتمثيل في الفلم «بيتش بلاك» أو «القطران الأسود» وهو فلم خيال علمي حيث يدور هذا الفلم حول شخص يستطيع الرؤية في الظلام ويقوم بمحاربة مخلوقات فضائية في أحد الكواكب وذلك كان في سنة 2000.
بعد ذلك كان الفلم الذي اعتبر الصرعة الجديدة في عالم السينما «فاست اند فيريوس» أو «سريع وغاضب» وهو يتحدث عن سائق محترف يقود عصابة من سائقى سباقات الشوارع ويقومون باعمال السطو مستغلين مهارتهم كسائقين... وقد اثار هذا الفيلم هوس الشباب في كافه ارجاء العالم حيث أدى بعد عرضه إلى العديد من حوادث السير المميتة التي حاولوا بها تقليد فين ديزل ورفاقه والحركات المذهله التي ادوها في الفيلم، هذا الفلم جمع أكثر من 40 مليون دولار في الاسبوع الأول فقط من العرض !! الامر الذي جعل فين ديزل يتلقى الكثير الكثير من المال ويسطع نجمه أكثر من ذى قبل.
بعدها كان الفلم المثير «تريبل اكس» أو «اكس الثلاثى» "xXx"، يتحدث عن زاندر كيدج، مغامر مشهور يقوم بالكثير من المجازفات المذهله ولكنها غير قانونيه، تستعين به المخابرات الإمريكية للتجسس على مخطط سرى لعصابه روسية تسعى لضرب العالم بأسلحه بيولوجيه خطيره، هذا الفيلم حقق الكثير من الإيرادات أيضا مثل سابقه واستطاع كسر شباك التذاكر بأيرادات خرافيه.
مسيرة فين ديزل ما زالت مستمرة ومن الافلام التي أيضا كانت ذات ضجه كان «ريديك»، وتدور قصته في اطار خيال علمى عن حرب كواكب ضخمه، وسلالات غريبه وسحريه.. منها ريديك من سلاله «الفيوريون»، الأخير من سلالته، يسعى للانتقام من «المونتينيجروز» الذين دمروا عالمه وكوكبه.
وفي سنة 2015 ظهر بفيلم «السرعة والغضب الجزء السابع».

## حياته الشخصية

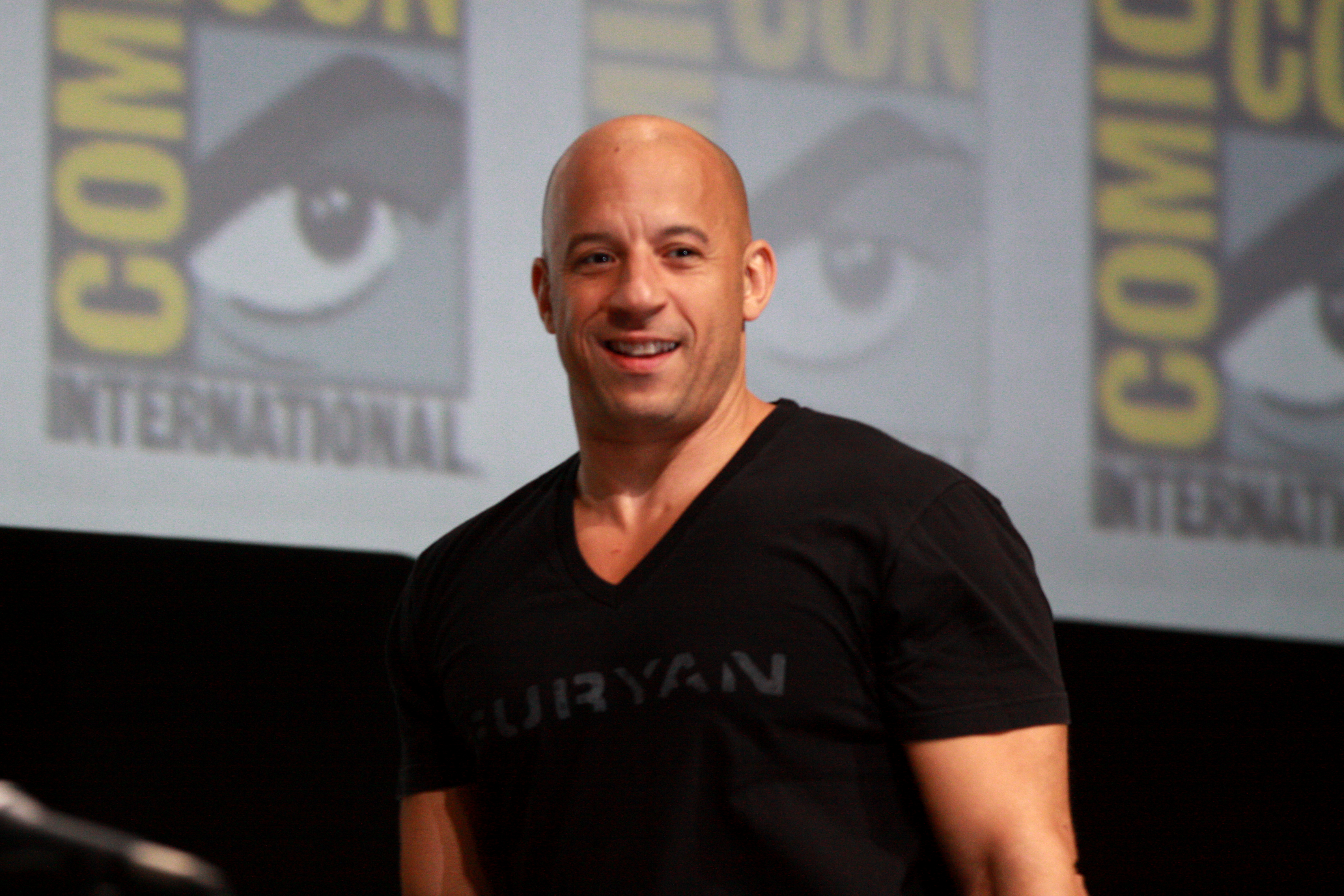
فين ديزل في مركز مؤتمرات سان دييغو في سان دييغو، كاليفورنيا

يفضل ديزل الحفاظ على حياته الخاصة ومعلوماته الشخصية حيث ضرح : «"أنا لا احب الظهور على غلاف مجلة مثل بعض الجهات والاشخاص الأخرين. انا اؤمن بنفس الفكرة التي يقتنع بها هاريسون فورد، مارلون براندو وروبرت دي نيرو، آل باتشينو... فهم رمز من الصمت".»
في ديسمبر 2023، قدمت مساعدته السابقة دعوى قضائية ضده تتهمه فيها بأنه اعتدى عليها جنسيا في عام 2010، وأنها طُردت من وظيفتها بعد ساعات فقط من تعيينها.

## أفلامه
| سنة  | عنوان                                 | دور                  | ملاحظات                |
| ---- | ------------------------------------- | -------------------- | ---------------------- |
| 1990 | Awakenings                            | أوردلي               | دور قصير               |
| 1994 | Multi-Facial                          | مايك                 | فيلم قصير              |
| 1997 | Strays                                | ريك                  | الكاتب والمخرج والمنتج |
| 1998 | Saving Private Ryan                   | الجندي أدريان كابرزو |                        |
| 1999 | The Iron Giant                        | العملاق الحديدي      | صوت                    |
| 1999 | Pitch Black                           | ريتشارد ريديك        |                        |
| 2000 | Boiler Room                           | كريس فاريك           |                        |
| 2001 | السرعة والغضب 1                       | دومينيك توريتو       |                        |
| 2001 | Knockaround Guys                      | تايلور ريس           |                        |
| 2002 | XXX                                   | زاندر كيج            | المنتج المنفذ          |
| 2003 | A Man Apart                           | شون فيتر             | المنتج                 |
| 2004 | The Chronicles of Riddick             | ريتشارد ريديك        | المنتج                 |
| 2004 | The Chronicles of Riddick: Dark Fury  | ريتشارد ريديك        | صوت                    |
| 2005 | The Pacifier                          | ملازم شاين وولف      |                        |
| 2006 | Find Me Guilty                        | جاك دونورشو          |                        |
| 2006 | The Fast and the Furious: Tokyo Drift | دومينيك توريتو       | دور قصير               |
| 2008 | Babylon A.D                           | هوغو كورنيليوس       |                        |
| 2009 | Fast & Furious                        | دومينيك توريتو       | المنتج                 |
| 2011 | Fast Five                             | دومينيك توريتو       | المنتج                 |
| 2013 | Fast & Furious 6                      | دومينيك توريتو       | المنتج                 |
| 2013 | Riddick                               | ريتشارد ريديك        | المنتج                 |
| 2014 | Guardians of the Galaxy               | جروت                 | أداء صوتي              |
| 2014 | Life is a Dream                       |                      | المنتج المنفذ          |
| 2015 | Furious 7                             | دومينيك توريتو       | المنتج المنفذ          |
| 2015 | صائد الساحرات الأخير                  | كالدر                | تم التصوير             |
| 2016 | Billy Lynn's Long Halftime Walk       | شروم                 | قيد التصوير            |
| 2017 | إكس إكس إكس: عودة إكساندر كايج        | زاندر كيج            | تم التصوير             |
| 2017 | فاست أند فيوريس 8                     | دومينيك توريتو       | تم التصوير             |
| 2020 | بلودشوت (فيلم) (Bloodshot)            | فان ديزل             | تم التصدير             |
| 2021 | Fast and Furious 9                    | دومينيك توريتو       |                        |

fast x

## روابط خارجية
- فين ديزل على موقع IMDb (الإنجليزية)
- فين ديزل على موقع ميتاكريتيك (الإنجليزية)
- فين ديزل على موقع الموسوعة البريطانية (الإنجليزية)
- فين ديزل على موقع روتن توميتوز (الإنجليزية)
- فين ديزل على موقع مونزينجر (الألمانية)
- فين ديزل على موقع ألو سيني (الفرنسية)
- فين ديزل على موقع ميوزك برينز (الإنجليزية)
- فين ديزل على موقع تيرنر كلاسيك موفيز (الإنجليزية)
- فين ديزل على موقع أول موفي (الإنجليزية)
- فين ديزل على موقع بوكس أوفيس موجو (الإنجليزية)